# Diuca diuca
Diuca diuca là một loài chim trong họ Thraupidae.

## Hình ảnh

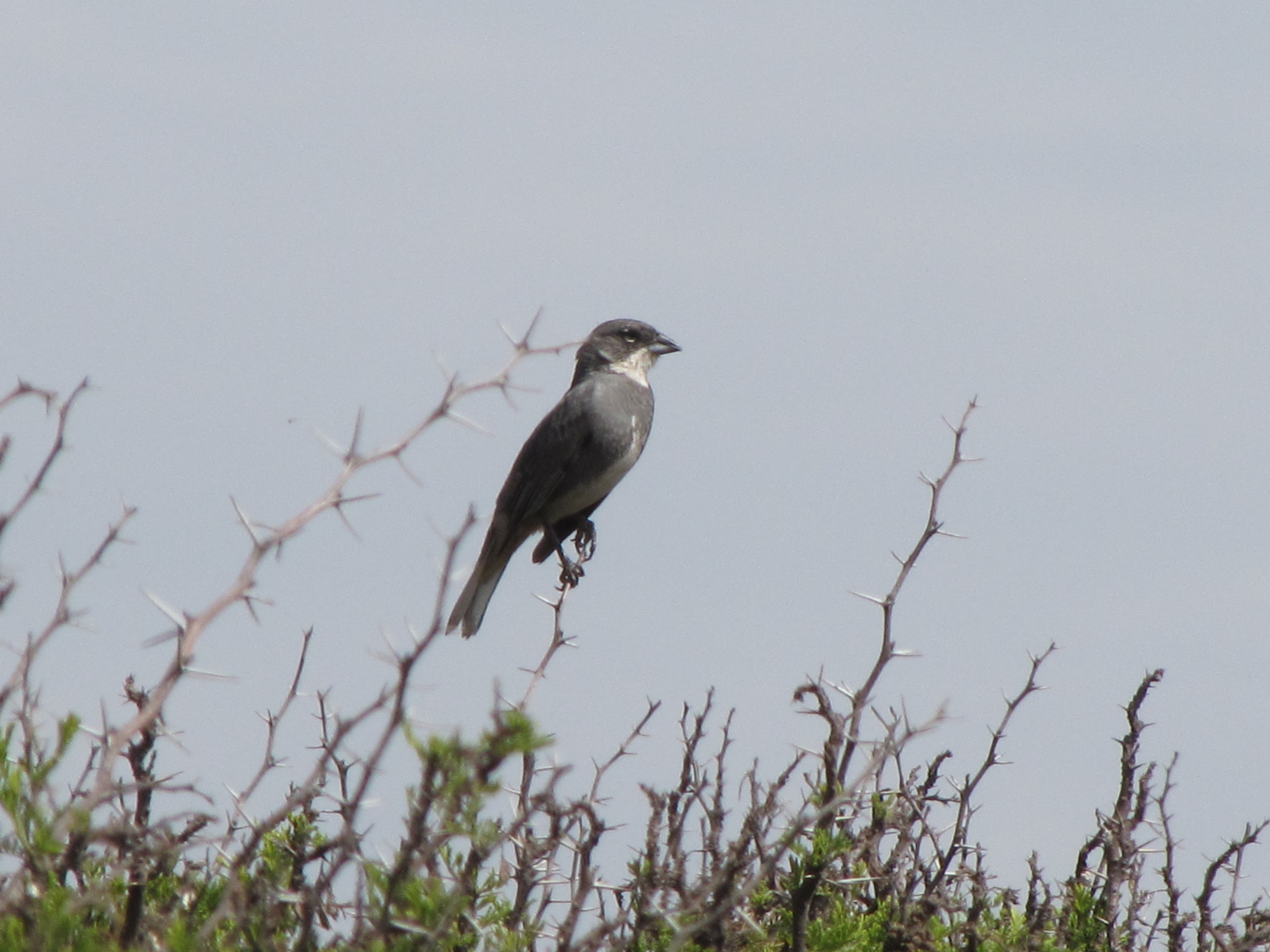
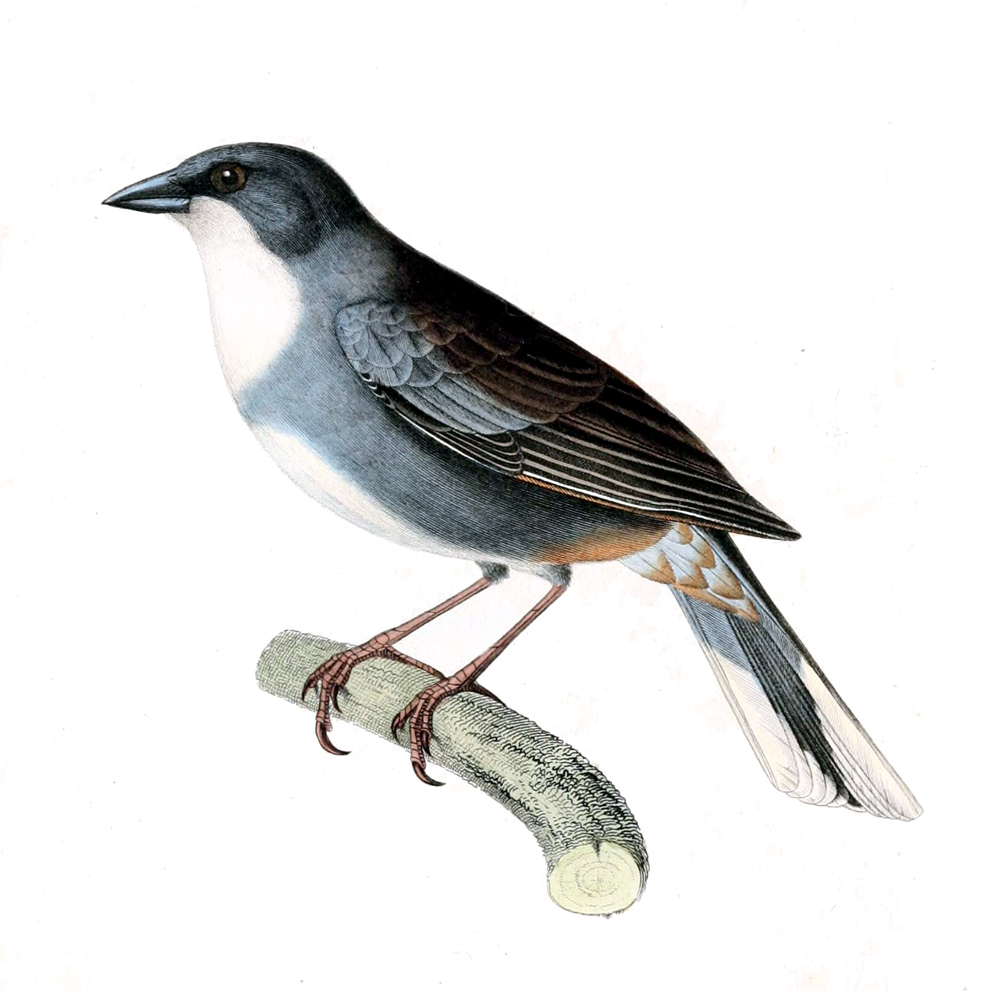